# 대죽자원비축산업단지
대죽자원비축산업단지는 충청남도 서산시 대산읍 대죽리 일원에 조성된 총면적 911,652.5m²의 국가산업단지이다.  